# Daïra d'Oum Ali
La daïra d'Oum Ali est une circonscription administrative algérienne située dans la wilaya de Tébessa. Son chef-lieu est situé sur la commune éponyme d'Oum Ali.
La daïra regroupe les deux communes d'Oum Ali et Safsaf El Ouesra.